# Pongamiopsis viguieri
Pongamiopsis viguieri är en ärtväxtart som beskrevs av Du Puy och Jean-Noël Labat. Pongamiopsis viguieri ingår i släktet Pongamiopsis och familjen ärtväxter. IUCN kategoriserar arten globalt som sårbar. Inga underarter finns listade i Catalogue of Life.